# アメリコ・パレデス
アメリコ・パレデス（Américo Paredes、1915年9月3日-1999年5月5日）は、アメリカ合衆国の作家。テキサス州のメキシコ系アメリカ人に関する文学作品やフォークロアの研究で知られている。20世紀のメキシコ系アメリカ人文学の代表的な作家の一人である。

## 生涯
テキサス州の国境地ブラウンズヴィルで生まれ育ち、大学時代に自伝的小説『ジョージ・ワシントン・ゴメスーメキシコ系テキサス物語』を執筆している。この小説はブラウンズヴィルをモデルにした架空の国境地ジョーンズヴィルで、貧困や白人による人種差別に苦しみながら、主人公ジョージ・ワシントン・ゴメスがメキシコ系アメリカ人としてのアイデンティティを確立しようとしていく様子を描いた青春物語になっている。作品自体は1930年代に書かれているが、出版は1990年となっている。
第二次世界大戦中、パレデスはアメリカ軍に入隊し、『星条旗新聞』の記者として軍務についた。終戦後、1950年まで占領期の日本に滞在し、この時に日本人外交官の父とウルグアイ人の母をもつアメリア・ナガミネと出会い結婚している。占領期の日本での経験は『ハモン・アンド・ビーンズとその他の短編』に収録されているいくつかの物語で描かれている。
テキサス州に戻った後、テキサス大学オースティン校の大学院に入り、博士号を取得した後は同大学の英文科の教授として長年教鞭をとった。

## 著作
- 1937 Cantos de adolescencia
- 1958 With His Pistol in His Hand: A Border Ballad and Its Hero
- 1966 Folk Music of Mexico. Book for the Guitar No. 671
- 1970 Folktales of Mexico
- 1976 A Texas-Mexican Cancionero: Folksongs of the Lower Border
- 1990 George Washington Gomez: A Mexico-Texan Novel
- 1991 Between Two Worlds
- 1993 Uncle Remus con chile
- 1993 Folklore and Culture on the Texas-Mexican Border
- 1994 The Hammon and the Beans and Other Stories
- 1998 The Shadow